# چلسی کین
چلسی کین (انگلیسی: Chelsea Kane؛ زاده ۱۵ سپتامبر ۱۹۸۸) بازیگر و خواننده آمریکایی است. او بیشتر برای بازی در نقش استلا مالون در مجموعۀ کمدی شبکه دیزنی جوناس و رایلی پرین در کمدی موقعیت بابای بچه شناخته‌می‌شود.

## گزیده فیلم‌شناسی
از فیلم‌ها و برنامه‌های تلویزیونی که وی در آن‌ها نقش داشته‌است، می‌توان به جادوگران محله ویورلی (۲۰۰۸)، جوناس (۲۰۱۰–۲۰۰۹)، جوگیر (۲۰۱۰)، رقص با ستارگان (۲۰۱۱)، سی‌اس‌آی: بررسی صحنه جرم (۲۰۱۲)، بابای بچه (۲۰۱۷–۲۰۱۲)، ریک و مورتی (۲۰۱۵)، مرغ ربات (۲۰۱۹)، ۹-۱-۱ (۲۰۲۳–۲۰۲۲) اشاره کرد.